# Reidar Holter
Reidar Durie Holter, norveški veslač, * 28. december 1892, † 19. junij 1953.
Holter je za Norveško nastopil na Poletnih olimpijskih igrah 1912 v Stockholmu, kjer je s četvercem s krmarjem široke gradnje osvojil bronasto medaljo.  